# Thundering Trails
Thundering Trails è un film del 1943 diretto da John English.
È un film western statunitense con Tom Tyler, Bob Steele e Jimmie Dodd. Fa parte della serie di 51 film western dei Three Mesquiteers, basati sui racconti di William Colt MacDonald e realizzati tra il 1936 e il 1943.

## Produzione
Il film, diretto da John English su una sceneggiatura di Robert Yost e Norman S. Hall con il soggetto dello stesso Yost  (basato sui personaggi creati da William Colt MacDonald), fu prodotto da Louis Gray per la Republic Pictures e girato nel CBS Studio Center a Los Angeles in California nell'ottobre del 1942. I titoli di lavorazione furono Prairie Pals e Frontier Days.

## Distribuzione
Il film fu distribuito negli Stati Uniti dal 25 gennaio 1943 al cinema dalla Republic Pictures. È stato distribuito anche in Brasile con il titolo A Vereda Solitária.

## Promozione
Le tagline sono:
- "THE MESQUITEERS RIDE AGAIN!...HUNTING A VICIOUS BAND OF KILLERS WHO TRY TO TAKE THE LAW INTO THEIR OWN HANDS!".
- "A ROUGH AND READY TRIO! Ready to trip-up trouble!".
- "Where There's Trouble On The Trail...You're Sure To Find The Three Mesquiteers...They're Rangeland's Most Famous Rustler-Whackers!".
- "A rough and ready trio! Ready to trip-up trouble! The Mesquiteers Ride Again...Hunting A Vicious Band Of Killers Who Try To Take The Law Into Their Own Hands!".